# Programmazione evolutiva
La programmazione evolutiva è un paradigma di programmazione sviluppato principalmente da David B. Fogel da inquadrare all'interno del campo dell'informatica noto come computazione evolutiva. Il suo studio è approfondito all'interno dei settori dell'intelligenza artificiale e delle tecniche di soft computing.
È ispirata all'evoluzione naturale ed è concettualmente vicina alla tecnica della programmazione genetica. Si differenzia da quest'ultima principalmente per il fatto di utilizzare degli algoritmi evolutivi invece che degli algoritmi genetici.